# 魅族MX5
魅族MX5 是魅族科技于2015年6月30日在北京发布的智能手机产品，由中国制造商魅族科技设计并生产。产品搭载基于Android的Flyme操作系统。